# Claudio Luiz Assuncao de Freitas
Claudio Luiz Assuncao de Freitas (nacido el 31 de marzo de 1972) es un exfutbolista brasileño que se desempeñaba como defensa.
Jugó para clubes como el Flamengo, Palmeiras, Bellmare Hiratsuka, Santos y Cerezo Osaka.

## Trayectoria

### Clubes
| Club               | País   | Año         |
| ------------------ | ------ | ----------- |
| União São João     | Brasil | 1993 - 1994 |
| Flamengo           | Brasil | 1995        |
| Palmeiras          | Brasil | 1996        |
| Bellmare Hiratsuka | Japón  | 1997 - 1999 |
| Santos             | Brasil | 1999 - 2000 |
| Etti Jundiai       | Brasil | 2001        |
| Cerezo Osaka       | Japón  | 2001        |
| Etti Jundiai       | Brasil | 2001        |
| América            | Brasil | 2002        |